# Световно първенство по шахмат 1948
Световното първенство по шахмат през 1948 г. се провежда под формата на турнир с 5-има участници.
След смъртта на световния шампион Александър Алехин през 1946 г. ФИДЕ организира световно първенство през 1948 г. за определяне на нов световен шампион с участието на петимата най-добри шахматисти на времето си – Михаил Ботвиник, Василий Смислов, Паул Керес, Самуел Решевски и Макс Еве. За основен фаворит за спечелването на титлата преди турнира бива считан Паул Керес, редом с останалите участници от Съветския съюз.
Турнирът започва в Хага (Нидерландия) на 2 март 1948 г. и завършва в Москва (СССР) на 16 май 1948 г. Всеки от участниците изиграва по 20 партии. Михаил Ботвиник побеждава всичките си съперници, с убедителна преднина от 3 точки печели първото място в мач-турнира и на 36 години става новия световен шампион:
1. Михаил Ботвиник: 14 т.
2. Василий Смислов: 11 т.
3 – 4. Паул Керес и Самуел Решевски: по 10,5 т.
5. Макс Еве: 4 т.
Паричните награди са между 500 и 5000 щатски долара в зависимост от класирането. Това е първото световно първенство в историята на шахмата, когато в директен спор за титлата се състезават повече от двама шахматисти.